# أعمال شغب غذائي (1766)
وقعت أعمال الشغب الغذائي في 1766 في جميع أنحاء إنجلترا ردًا على ارتفاع اسعار القمح والحبوب الأخرى بعد سلسلة من المحاصيل السيئة. قد اندلعت أعمال الشغب بسبب أول صادرات ضخمة من الحبوب في آب وبلغت ذروتها في أيلول ـ وتشرين الأول. سُجلت حوالي 131 أعمال شغب، على الرغم من أن العديد منها غير عنيف نسبيًا. في كثير من الحالات، أجبر المشاغبون التجار والمزارعين على بيع بضاعتهم بأسعار أقل، وفي بعض الحالات، وقعت أعمال عنف مع نهب المتاجر والمستودعات وتدمير المطاحن. كانت هناك أعمال شغب في العديد من المدن والقرى في جميع أنحاء البلاد ولكن على وجه الخصوص في جنوب غرب ميدلانذز، والتي شملت أعمال شغب جبن نوتنغهام.
نفذت الحكومة اليمينية لمركيز روكينغهام تخفيضات ضريبية على الحبوب المستوردة وحظرت الصادرات في محاولة لخفض أسعار المواد الغذائية. ذهب خليفة روكينغهام ويليام بيت الأكبر إلى ما هو أبعد، حيث حظر استخدام الحبوب في التقطير وتعليق المزيد من رسوم الاستيراد. أستجاب الشعب لأعمال الشغب خلال رفع الاشتراكات لتقديم الإغاثة الخيرية. كانت تستخدم لدعم الغذاء للفقراء ولكن سعت بعض الاشتراكات لبناء الطواحين العامة ومخازن الحبوب. وزير الحرب، الفيكونت بارينغتون، كان يتوقع المتاعب ووضع القوات في نقاط رئيسية في جميع انحاء البلاد. كان هذا بمثابة رادع ودعم للقضاة المحليين، الذي قرأوا قانون الشغب سبع مرات في 1766 في محاولة لإجبار مثيري الشغب على التفريق، وقتل ثمانية أشخاص رميًا بالرصاص أثناء قمع أعمال الشغب.
انتهت أعمال الشغب إلى حد كبير بحلول أكتوبر بسبب آثار الإغاثة الخيرية واستخدام القوة العسكرية. وقد اعُتقل المئات مع 59 إدانة في لحان الجنايات الخاصة و68 في محكمة الربع في يناير 1767، وحكم على العديد منهم بالإعدام في الجنايات، ولكن خُففت معظم هذه الأحكام إلى النقل الجنائي أو العفو عن المدعى عليه؛ شُنق ثمانية رجال فقط. كما شهدت العديد من السنوات التالية محاصيل ضعيفة ووقعت المزيد من أعمال الشغب، على نطاق أقل بكثير.

## خلفيه
كان الخبر مادة غذائية رئيسية في إنجلترا في القرن الثامن عشر؛ كانت الحبوب المستخدمة لطحين الخبز هي الجادوار والقمح، جنوب نهر ترينب، والشوفان شمالًا منه. في القرن الثامن عشر، كانت الأضطرابات المتعلقة بتموين الطعام شائعة نسبيًا، إذ تفشت اثنتا عشرة حالة تفشي رئيسيًا على الاقل. قبل 1766، كانت آخر أعمال الشغب الكبرى في 1756-1757، حيث نُهبت مخازن المواد الغذائية والشحنات. بقيى سعر القمح طوال هذه الفترة مستقرًا نسبيًا عند114 استرليني (أي مايعادل 240جنيه استرليني في2020) لكل 0.25 من وزن المئة (13 كغم). حاولت الحكومة إلى حدً ما، للحفاظ على الاسعار بأسعار معقولة بعد إعمال الشغب 1757 وحتى 1759 مررت قوانين لتنظيم أسعار الحبوب. كما سعوا للحفاظ على كمية الإمداد من خلال حظر تصدير الحبوب (رفع في 25 مارس 1759) واستخدام الذرة والدقيق في التقطير (رفع في 21 أبريل 1760).
كان محصول الحبوب ضعيفًا كل عام منذ 1763، وارتفعت الاسعار مرة أخرى منذ 1764، فبلغت حوالي15جنيهًا استرلينيًا (أي مايعادل 377 جنيهًا استرلينيًا في 2020) لكل 0.25.من وزن المائة الطويل (13 كغم) في 1766،
 وتدخلت الحكومة مرة أخرى، وألغت الرسوم المفروضة على القمح والدقيق المستوردين والمكافآت التي دفعتها مقابل القمح المصدر. اندلعت أعمال الشغب في اسكيلاتشي في مدريد بإسبانيا في آذار 1766، وكان السبب ارتفاع اسعار الحبوب وتحرير الاسواق.

## آعقاب
عانت إنجلترا من محصول ضعيف آخر في 1767، مما تسبب في شُح الدقيق، وتصرف البرلمان من جديد برفع رسوم الذرة المستوردة، وحظر استخدام الحبوب من معامل التقطير، وسمح باستيراد الشعير، والحبوب، والقمح، والشوفان، والجادوار معفاة من الرسوم الجمركية. كانت المحاصيل أفضل في عامي1768 و 1769 ولكنها كانت ضعيفة في 1770-1774 وأعمال الشغب الغذائية على نطاق اقل بكثير، وقعت كل عام حتى 1773. على الرغم من ارتفاع أسعار القمح إلى 6 £8 (أي مايعادل 878 £ في 2020) لكل 0.25 مائة وزن (13 كغم) بحلول 1800 أصبحت أعمال الشغب نادرة على نحو متزايد وأكثر محلية في 1800.